# Ophiderma panda
Ophiderma panda är en insektsart som beskrevs av Ball. Ophiderma panda ingår i släktet Ophiderma och familjen hornstritar. Inga underarter finns listade i Catalogue of Life.